# Lagoa Grande (Minas Gerais)
Lagoa Grande é um município brasileiro do estado de Minas Gerais.

## História
Município cujo núcleo de início constitui a fazenda Barreiro do Campo de Manabuiu, situada em Ponte Firme - então distrito de Presidente Olegário. Os primeiros moradores do povoado foram Osório Maia, João de Matos, Aniceto e João Porfírio. Suas famílias eram constituídas de muito membros e grandes porções de terra, onde os pais usavam a mão-de-obra dos filhos, na agricultura de subsistência.
Em 1910 Lagoa Grande começa sua história com uma fazenda, onde algumas das primeiras famílias se mudaram para seu entorno, formando o distrito Lagoa Grande, pertencente ao município de Presidente Olegário. Em 1992 emancipou-se tendo como seu primeiro prefeito Valdir Rodrigues Galvão do PMDB, professor, filho de Marcolino Rodrigues Galvão; principal fundador do município. Após Valdir o prefeito foi Antônio de Pádua Moreira e em seguida Valdir novamente. Sua população estimada em 2010 era de 8.631 habitantes. Lagoa Grande tem sua economia baseada na atividade agropecuária, principalmente na produção de leite e derivados.
O progresso começou a chegar com os carvoeiros explorando o carvão através do cerrado. Os mais antigos lembram da campanha de arrecadação de fundos que Marcolino Galvão realizou para a construção da ponte da taboca.
Lagoa Grande também tem uma forte ligação com a história de Lampião. Após a morte deste, seus principais aliados, fugiram para o interior do país, como Chico Maranhão. Descendentes deste residem na cidade até os dias de hoje, e os dois mais ligados ao chefe do cangaço estão sepultados na cidade.
Em 1976 foi elevado à categoria de distrito, tendo, a partir daí, rápido desenvolvimento. No entanto, somente em abril de 1992 Lagoa Grande adquiriu sua emancipação política, tornando-se município desmembrado de Presidente Olegário. No calendário da cidade destacam-se as festas de Nossa Senhora do Rosário,a festa do aniversário de emancipação política e administrativa e a Festa do Leite.